# See You Again (Miley Cyrus)
See You Again è un singolo della cantante statunitense Miley Cyrus, pubblicato il 12 ottobre 2007 come estratto dall'album Hannah Montana 2: Meet Miley Cyrus, nonché come primo singolo da solista pubblicato col proprio nome e non come Hannah Montana.
La canzone, di genere pop-rock, è stata scritta nel 2007 da Miley stessa, insieme ad Antonina Armato e Tim James ed è la prima canzone della Cyrus ad entrare nella Top 10 in Australia, Canada e Stati Uniti.
Un remix della canzone, denominato Rock Mafia remix, è stato invece incluso nel secondo album in studio della cantante, Breakout.

## Tracce
US / AU CD Single / EU Digital Download
1. See You Again (Album Version) – 3:10

US Maxi-CD Single
1. See You Again (Johnny Coppola Dance You Again Remix Edit) – 3:17
2. See You Again (Johnny Coppola Dance You Again Remix) – 4:01
3. See You Again (Mark Roberts Ultimix) – 4:27

EU Remix CD Single
1. See You Again (Rock Mafia Remix) – 3:16

EU 2-Track Remix CD Single
1. See You Again (Rock Mafia Remix) – 3:19
2. See You Again (Moto Blanco Radio Edit) – 4:00

EU Remix Maxi-CD Single
1. See You Again (Rock Mafia Remix) – 3:15
2. See You Again (Moto Blanco Radio Edit) – 3:58
3. See You Again (Instrumental) – 3:10

### Altre versioni
- Album Version - 3:10
- Instrumental Version - 3:10
- Rock Mafia Remix - 3:16
- Johnny Coppola Dance You Again Remix - 4:01
- Johnny Coppola Dance You Again Remix Edit - 3:17
- Mark Roberts Ultimix - 4:27
- Moto Blanco Radio Edit - 3:58
- Moto Blanco Club Mix - 8:12
- Wideboys Club Mix - 6:35
- Wideboys Radio Edit - 3:42

## Classifiche

### Classifiche settimanali
| Classifica (2007-09) | Posizione massima |
| -------------------- | ----------------- |
| Australia            | 6                 |
| Austria              | 30                |
| Belgio (Fiandre)     | 43                |
| Canada               | 4                 |
| Germania             | 52                |
| Irlanda              | 13                |
| Nuova Zelanda        | 11                |
| Regno Unito          | 11                |
| Stati Uniti          | 10                |
| Ungheria             | 7                 |

### Classifiche di fine anno
| Classifica (2008) | Posizione |
| ----------------- | --------- |
| Australia         | 26        |
| Canada            | 21        |
| Nuova Zelanda     | 43        |
| Stati Uniti       | 31        |